# Dudu Aouate
David "Dudu" Aouate (på hebraisk: דוד "דודו" אוואט) (født 17. oktober 1977 i Nazareth Illit, Israel) er en israelsk tidligere fodboldspiller, der spillede som målmand. Gennem karrieren repræsenterede han adskillige klubber i Israel og Spanien, blandt andet Maccabi Haifa, Maccabi Tel Aviv, Hapoel Haifa, Racing Santander og Deportivo La Coruña.
Aouate var med både Hapoel Haifa og Maccabi Haifa med til at vinde såvel det israelske mesterskab, som landets pokalturnering. 

## Landshold
Aouate nåede at spille 78 kampe for Israels landshold, som han debuterede for 10. oktober 1999 i en EM-kvalifikationskamp mod Spanien. 

## Titler
Israelske Mesterskab
- 1999 med Hapoel Haifa
- 2002 med Maccabi Haifa

Israelske Pokalturnering
- 2001 med Hapoel Haifa
- 2002 med Maccabi Haifa